# Sou ni tilé
Albums de Amadou et Mariam
Se te djon ye
(1999) Tje ni mousso
(2000)
Sou ni tilé est un album d'Amadou et Mariam sorti en 1998. Il s'agit de l'album qui a fait découvrir le duo en Europe et marqua le réel début de leur carrière.

## Historique
Cet album est d'abord sorti sous forme de cassette audio en 1998, puis fut édité une première fois le 13 avril 1999 en disque compact chez Tinder. Il fut ensuite réédité par Polydor en 2000.

## Titres de l'album
| 1.    | Je pense à toi       | Amadou Bagayoko/Mariam Doumbia | 5:18 |
| 2.    | Combattants          | Amadou Bagayoko/Mariam Doumbia | 4:27 |
| 3.    | Mouna                | Amadou Bagayoko/Mariam Doumbia | 4:45 |
| 4.    | Pauvre type          | Amadou Bagayoko/Mariam Doumbia | 4:36 |
| 5.    | Dogons               | Amadou Bagayoko/Mariam Doumbia | 4:05 |
| 6.    | Baara                | Amadou Bagayoko/Mariam Doumbia | 4:34 |
| 7.    | Dounia               | Amadou Bagayoko                | 3:17 |
| 8.    | Radio Mogo           | Amadou Bagayoko/Mariam Doumbia | 4:50 |
| 9.    | Djandjola            | Amadou Bagayoko/Mariam Doumbia | 4:05 |
| 10.   | On se donne la main  | Amadou Bagayoko/Mariam Doumbia | 4:36 |
| 11.   | Mon amour, ma chérie | Amadou Bagayoko                | 5:22 |
| 12.   | Chacun son problème  | Amadou Bagayoko/Mariam Doumbia | 4:42 |
| 13.   | Teree La Sebin       | Amadou Bagayoko/Mariam Doumbia | 5:33 |
| 14.   | Toubala Kono         | Amadou Bagayoko/Mariam Doumbia | 5:22 |
| 15.   | C'est la vie         | Amadou Bagayoko/Mariam Doumbia | 5:25 |
| 70:58 |                      |                                |      |

## Musiciens
- Amadou Bagayoko - Guitare, chant
- Mariam Doumbia - Chant
- Walde Baba Sissoko - Tama
- Shihab M'Ghezzi Bekhoughe - Basse
- Sameh Catalan, Johar Ali Khan - Violon
- Sanata Doumbia, Awa Timbo - Chœurs
- Barbara Teuntor Garcia - Trompette
- Alain Hatot - Flûte, flûte traversière
- Idwar Iskandar - Flûte, ney, flûte arabe
- Loïc Landois - Harmonica
- Matu - Orgue (Hammond), claviers
- Alberto Rodriguez, Andrés Viáfara - Trombone
- Stephane San Juan - Batterie, percussions